# Detector d'aigua en el combustible

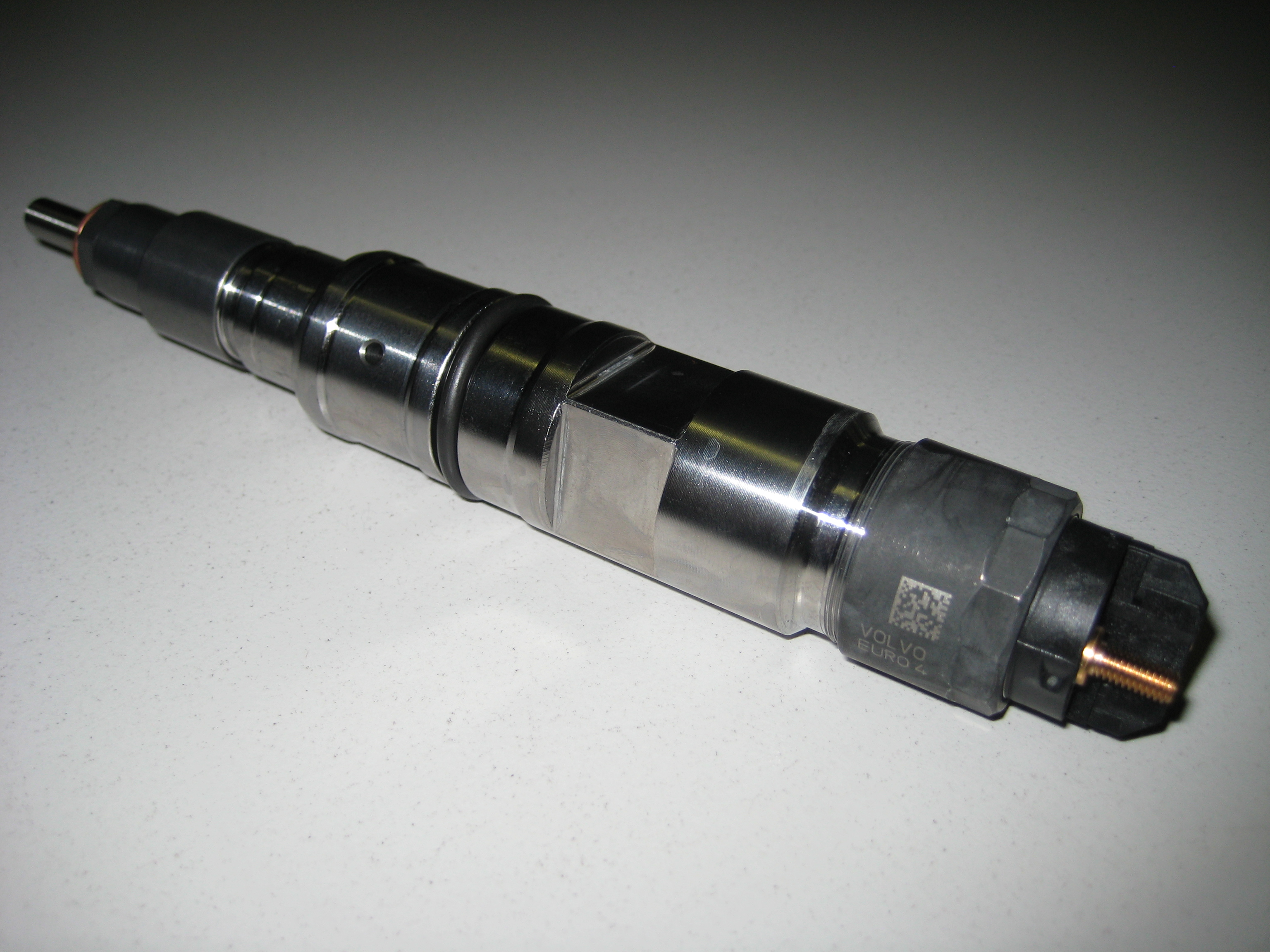
Injector de combustible per a motors dièsel. La presència d'aigua en el combustible podria espatllar-lo.

Un detector d'aigua en el combustible és un dispositiu que avisa de la presència d'aigua en el combustible dièsel abans que arribi al sistema d'injecció del motor.

## Descripció
Físicament, un detector d'agua consisteix en dos elèctrodes que mesuren la resistència del líquid que hi ha entremig.
Els detectors d'aigua acostumen a muntar-se en els filtres de combustible. En els motors dièsel aqueixos filtres tenen forma de recipient per a permetre que l'aigua, en el cas de que n'hi hagi, vagi al fons. L'aigua és més densa que el combustible i no es barreja amb el dièsel.

## Principi físic
L'aigua és més conductora que el combustible dièsel. Quan el nivel d'aigua arriba a l'alçària dels elèctrodes, la resistència baixa i l'alarma es dispara. Aquest senyal d'alarma pot anar a la centraleta del motor (ECU) o a un pilot indicador en el quadre d'instruments.

## Videos
- Video que mostra el funcionament d'un detector d'aigua en combustible.[4]